# Oxid vanadnatý
Oxid vanadnatý (VO) je jedním z oxidů vanadu, který je v něm přítomen v oxidačním stavu II. Při ohřevu na vzduchu je samovznětlivý.